# Socimi 8839
Le trolleybus Socimi 8839 est un des rares modèles de nouveaux trolleybus lancé dans un pays occidental dans les années 1980. Il a été conçu en 1986 spécialement pour le réseau de la ville de Cagliari, en Sardaigne. 
Ce modèle, fabriqué en 20 exemplaires uniquement pour la société de transports en commun A.C.T. de Cagliari, repose sur un châssis IVECO avec moteur Diesel de secours et pour des déplacements autonomes. D'une longueur classique de 12 mètres, il offre 20 places assises pour les voyageurs et 123 au total. Son rayon de braquage est des plus réduits : 9 mètres seulement.
Les premiers exemplaires furent livrés en 1986, et le solde en 1987, pour une quantité globale de 20 unités immatriculées 616 à 635. Tous ces véhicules sont encore en service sur les lignes 5, 30 et 31 de la ville de Cagliari.

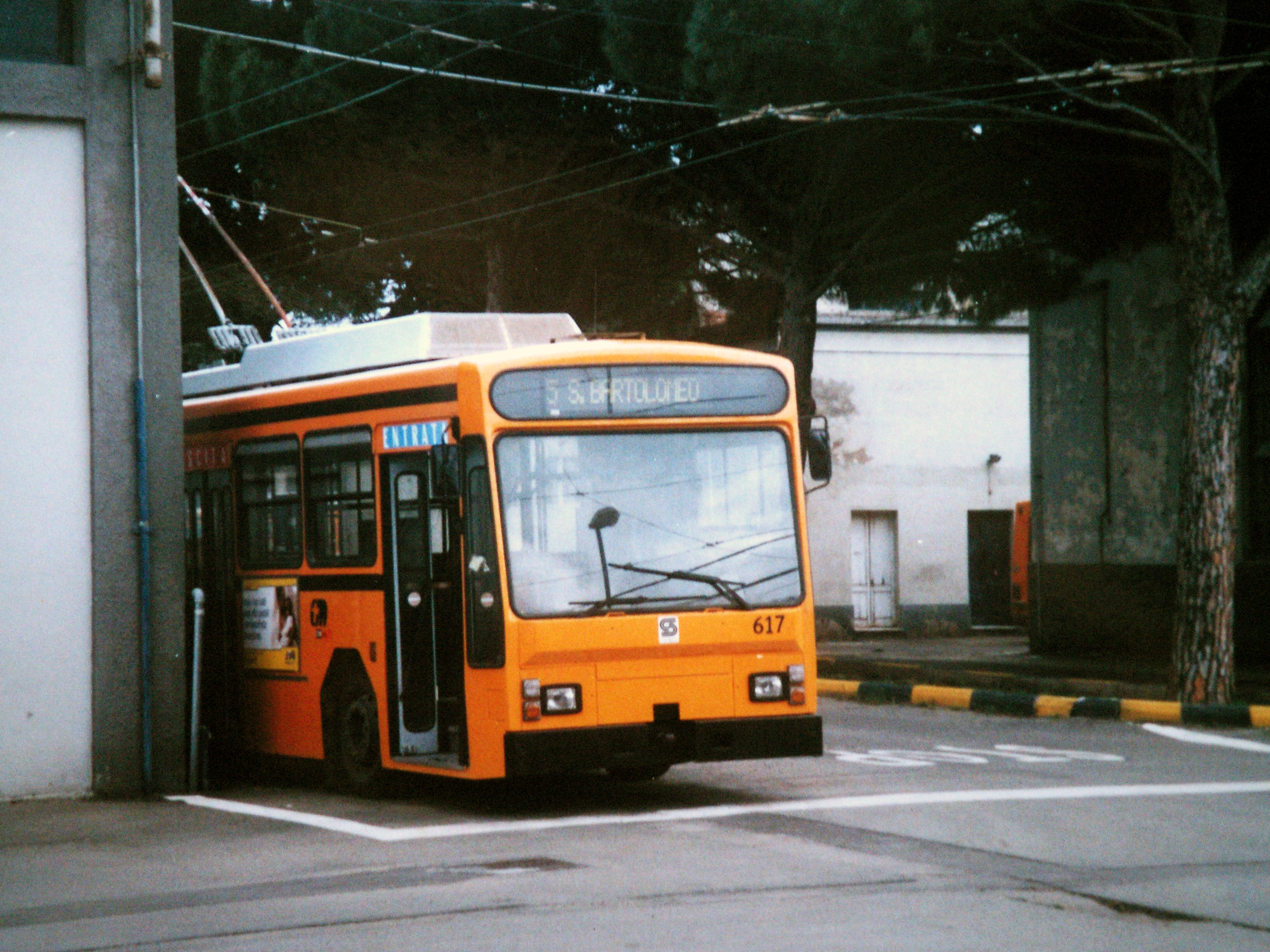
Trolleybus Socimi 8839 à Cagliari